# Кавальеро, Мартина
Мартина Кавальеро (исп. Martina Cavallero, родилась 7 мая 1990 года в Мороне) — аргентинская хоккеистка на траве, нападающая клуба «Хёрлинг» и сборной Аргентины. Серебряный призёр летних Олимпийских игр 2012 года, победительница Мировой лиги 2014/2015, трёхкратная победительница Трофея чемпионов. Отмечена наградами со стороны министерства спорта Аргентины.

## Спортивная карьера
Воспитанница школы клуба «Матрерос» (Морон), позднее продолжила карьеру в клубе «Хёрлинг». В 2009 году призвана в сборную Аргентины, составленную из девушек до 21 года, с которой завоевала серебро молодёжного чемпионата мира в Бостоне. В сборной играет с 2010 года, с ней выиграла трижды Трофей чемпионов в 2012, 2014 и 2016 годах, Мировую лигу 2014/2015 и Панамериканский кубок 2013 года. Серебряный призёр Олимпиады-2012, Панамериканских игр 2015 года, бронзовый призёр чемпионата мира 2014 года.

## Стиль игры
Отличается хорошим дриблингом, выносливостью и эффективностью при розыгрыше угловых, хорошо играет в центре поля, имеет лидерские качества.